# Krosno (osada w powiecie lidzbarskim)
Krosno – osada w Polsce położona w województwie warmińsko-mazurskim, w powiecie lidzbarskim, w gminie Orneta. Osada należy do sołectwa Krosno.
W latach 1975–1998 miejscowość administracyjnie należała do województwa elbląskiego.  Osada znajduje się w historycznym regionie Warmia.